# Amolops cremnobatus
Amolops cremnobatus es una especie de anfibios anuros de la familia Ranidae.

## Distribución geográfica
Originaria de Laos y Vietnam.

## Estado de conservación
Se encuentra amenazada por la pérdida de su hábitat natural.